# Utrecht
Utrecht (pron. [ˈutrekt] o [ˈutrext]; in olandese: /ˈyːtrɛxt/, , in italiano desueto Utrecco) è una città dei Paesi Bassi e il capoluogo dell'omonima provincia. Con 375.161 abitanti (al 30 giugno 2024) si tratta della quarta città dei Paesi Bassi per numero di abitanti.
Il comune (gemeente) di Utrecht è composto anche dalle frazioni di Vleuten, De Meern e Haarzuilens e confina con le seguenti municipalità: De Bilt, Stichtse Vecht, Woerden, Montfoort, IJsselstein, Nieuwegein, Houten, Bunnik e Zeist.

## Geografia urbana
Il centro urbano si estende intorno al nucleo centrale e più antico della città. Nel cuore del centro svetta la torre del duomo di Utrecht: con i suoi 112,32 m di altezza è la torre campanaria più alta dell'intero Paese. Da esso, nelle giornate di bel tempo, è possibile vedere Amsterdam (che si trova a 35 km a nord). La maggior parte degli edifici del centro risale all'epoca d'oro dei Paesi Bassi, ovvero al XVI e XVII secolo, quando questi erano una grande potenza coloniale. Di conseguenza, il centro della città appare a tutt'oggi elegante con abitazioni ed edifici raffinati e riccamente decorati.
La città è attraversata da diversi canali: tra i più pittoreschi si distinguono l'Oudegracht (Canale Vecchio) ed il Nieuwegracht (Canale Nuovo). Nelle giornate di sole, i bar, i ristoranti ed i negozi che si affacciano sull'Oudegracht sono affollati.
Dal punto di vista economico Utrecht si distingue da molte altre città olandesi per la forte tendenza al commercio: i suoi negozi sono molto rinomati in tutti i Paesi Bassi. La stazione ferroviaria è il centro della rete ferroviaria olandese e la sede degli uffici centrali del Nederlandse Spoorwegen (Ferrovie olandesi) ed è strutturalmente unita al centro commerciale più grande del paese, Hoog Catharijne.
L'Università di Utrecht (Utrecht Universiteit), con i suoi 40.000 studenti, è il più grande ateneo e centro di ricerca di tutti i Paesi Bassi e, con i suoi 7.000 impiegati, è anche la realtà economica più grande, in termini di numero di dipendenti, della città. La presenza dell'Università connota fortemente la vita di Utrecht, dove vivono decine di migliaia di persone con meno di 25 anni di età e diverse migliaia di studenti e ricercatori stranieri. Inoltre, nel centro cittadino ci sono cinema, teatri, centinaia di bar e decine di locali notturni. Utrecht è anche molto famosa per i suoi caffè e ristoranti, realizzati con gli stili e i gusti più variegati.
Dal punto di vista delle attività culturali, la città si presenta come un centro dinamico e molto attivo, specialmente per la presenza di vari musei, teatri, scuole d'arte.

## Storia

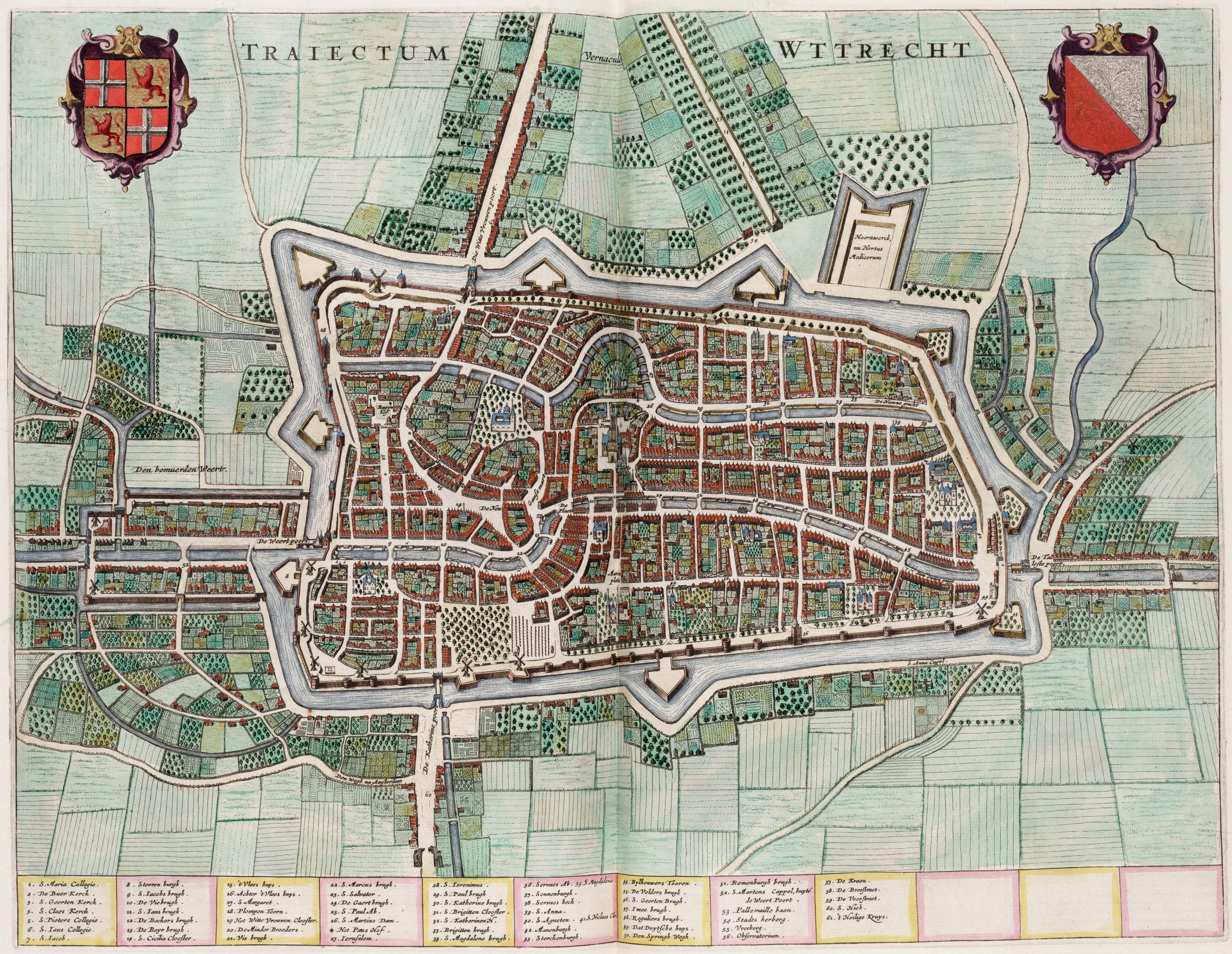
Pianta della città nell'atlante di Blaeu del 1652

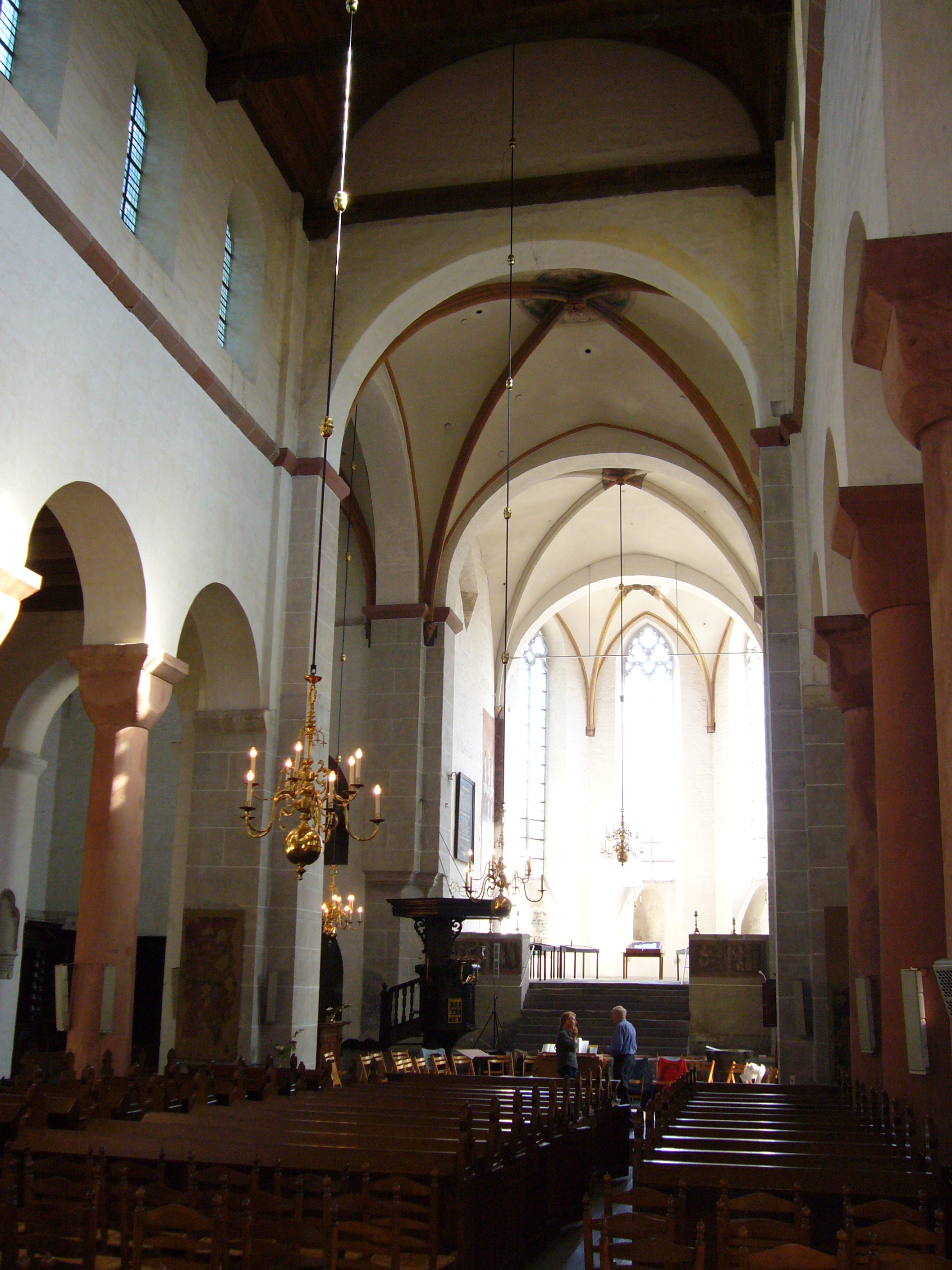
Pieterskerk, San Pietro

All'origine della città vi fu la costruzione di una fortificazione romana (castrum) di truppe ausiliarie intorno al 47 dopo Cristo. La fortificazione si trovava sul fiume Reno che all'epoca seguiva un tracciato molto più a nord dell'attuale e segnava i confini dell'Impero romano. Il nome dell'avamposto era Traiectum ad Renum, poi Ultraiectum. Qui soggiornarono alcune unità militari come: la Coh.II Hispanorum pedit.Pia Fidelis, la Coh.II Batavorum Victrix, l'Ala I Thracum, vexillationes della legio XXX Ulpia Victrix e vexillationes della legio I Minervia. Nei pressi dell'accampamento si sviluppò un insediamento con artigiani, commercianti ed i familiari dei soldati (canabae). A metà del II secolo tribù germaniche invasero a più riprese quei territori che gli erano stati strappati dai Romani e verso il 270 i Romani abbandonarono Utrecht. Sul periodo 270-500 poco è noto. Nel VI secolo Utrecht cadde sotto l'influenza dei Franchi.
Durante il Medioevo Utrecht era la città più importante dei Paesi Bassi settentrionali. San Villibrordo è tradizionalmente considerato il suo primo vescovo. Nel 695 è stato nominato a arcivescovo dei Frisoni e nel 703 o 704 Pipino di Herstal gli donò Utrecht, grazie alle sue attività missionarie. La città riceve i diritti civili nel 1122. Più tardi questi vescovi di Utrecht ebbero il controllo non solo nella corrente provincia di Utrecht, ma anche nelle regioni più a nordest (fino a Groninga). Nel 1528 il controllo del vasto principato vescovile di Utrecht fu trasferito a Carlo V d'Asburgo.
Nel 1579 le sette province settentrionali dei Paesi Bassi, senza il territorio che ora si chiama Belgio, si unificarono nell'Unione di Utrecht. Insieme si opposero al dominio spagnolo. L'Unione di Utrecht è spesso indicata come la genesi della Repubblica delle Sette Province Unite. Tra il 1620 e il 1630 si sviluppò il movimento pittorico dei caravaggisti di Utrecht. Nel 1674 un uragano distrusse la città, evento documentato dai numerosi schizzi eseguiti dal pittore Herman Saftleven.
Nel marzo e aprile 1713 a Utrecht vennero firmati una serie di trattati (trattato di Utrecht) che furono preliminari alla fine della guerra di successione spagnola. Nel 1730 ebbe luogo una serie di processi per sodomia, che sfociarono in una persecuzione degli omosessuali in tutti i Paesi Bassi. Nel 1843 è stata inaugurata una ferrovia che collegava Utrecht ad Amsterdam. Da allora Utrecht è divenuta gradualmente il centro della rete ferroviaria olandese.
Proprio per la sua qualità di snodo vitale della rete ferroviaria olandese, Utrecht fu immediatamente presa dalle truppe tedesche all'inizio della seconda guerra mondiale, rimanendo occupata fino al 7 maggio 1945. La città fu una delle sedi più attive della resistenza olandese, nella quale non mancò di segnalarsi l'allora arcivescovo cattolico, cardinale Johannes de Jong.
Dalla fine dell'ultima guerra in poi la città si è espansa considerevolmente con la costruzione di nuovi quartieri come Kanaleneiland, Hoograven, Lunetten, Overvecht. In questo momento, Utrecht è oggetto di un grande progetto di riqualificazione urbanistica detto “Master Plan”; nel progetto si prevede la riqualificazione dell'area della stazione ferroviaria, che comprende la riapertura di vecchi canali, strade, ponti e di numerosi edifici quali il nuovo municipio (Stadskantoor), un nuovo palazzo della musica (Tivoli Vredenburg), ampliamento di centri commerciali, uffici, il parcheggio coperto per biciclette più grande del mondo, nuove abitazioni, ecc.. Inoltre, nel nuovo quartiere di Leidsche Rijn si sono costruite nuove abitazioni per espandere la popolazione cittadina di circa 100.000 abitanti.

## Monumenti e luoghi d'interesse

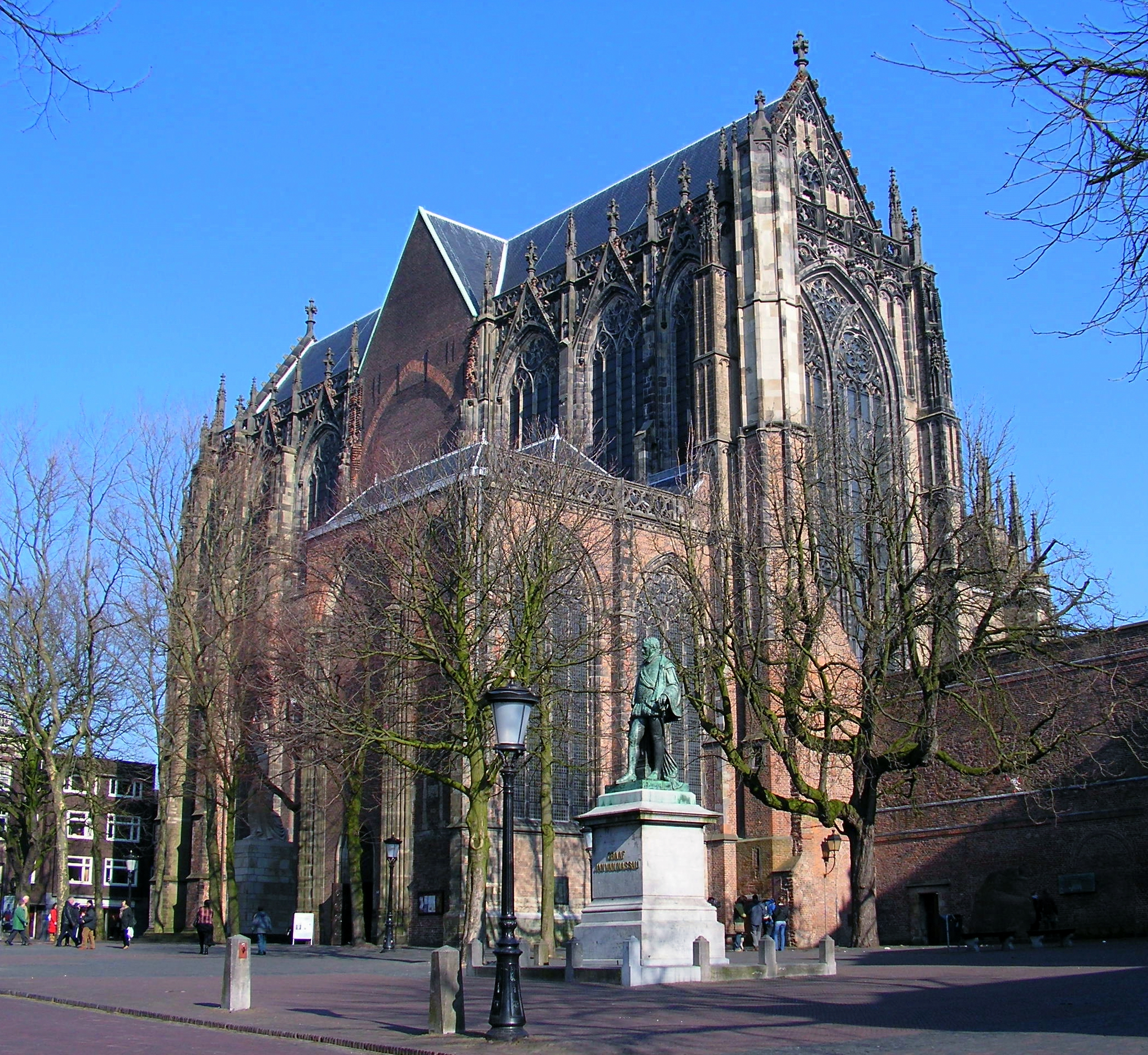
Domkerk, il duomo di Utrecht

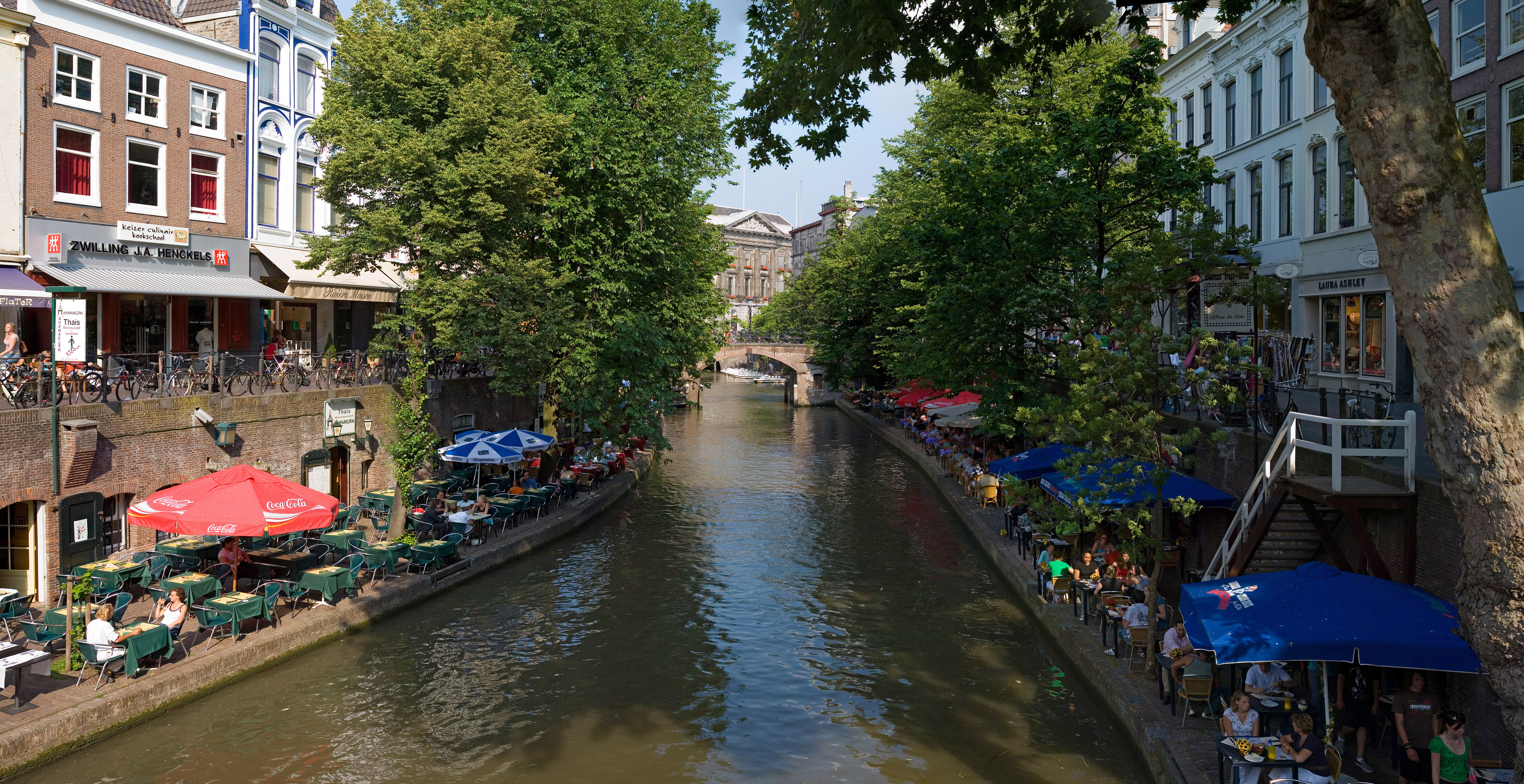
Oudegracht, il Canale Vecchio

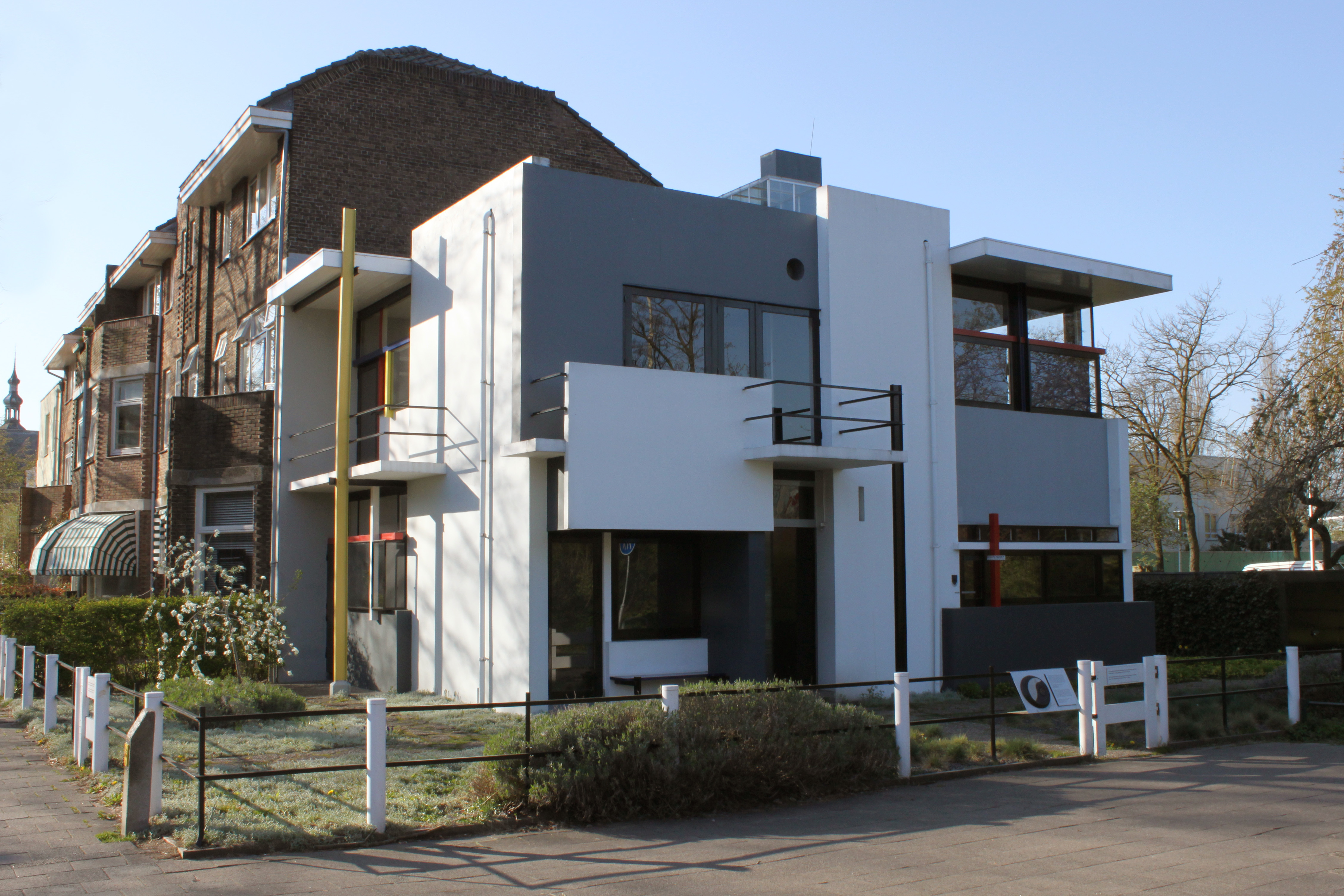
Casa Rietveld Schröder (Rietveld Schröderhuis), costruita dall'architetto Gerrit Rietveld

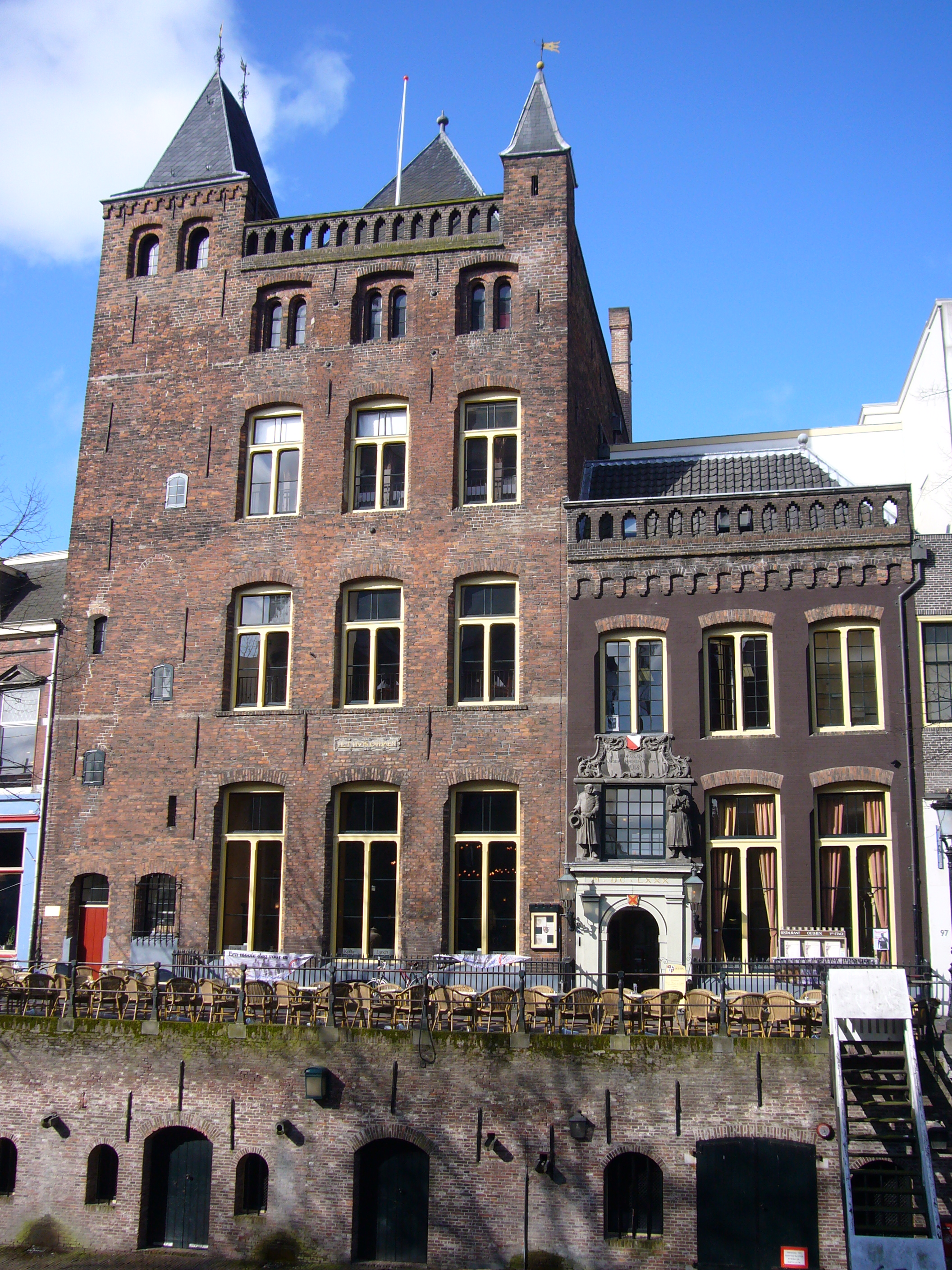
Stadskasteel Oudaen, castello sul Canale Vecchio

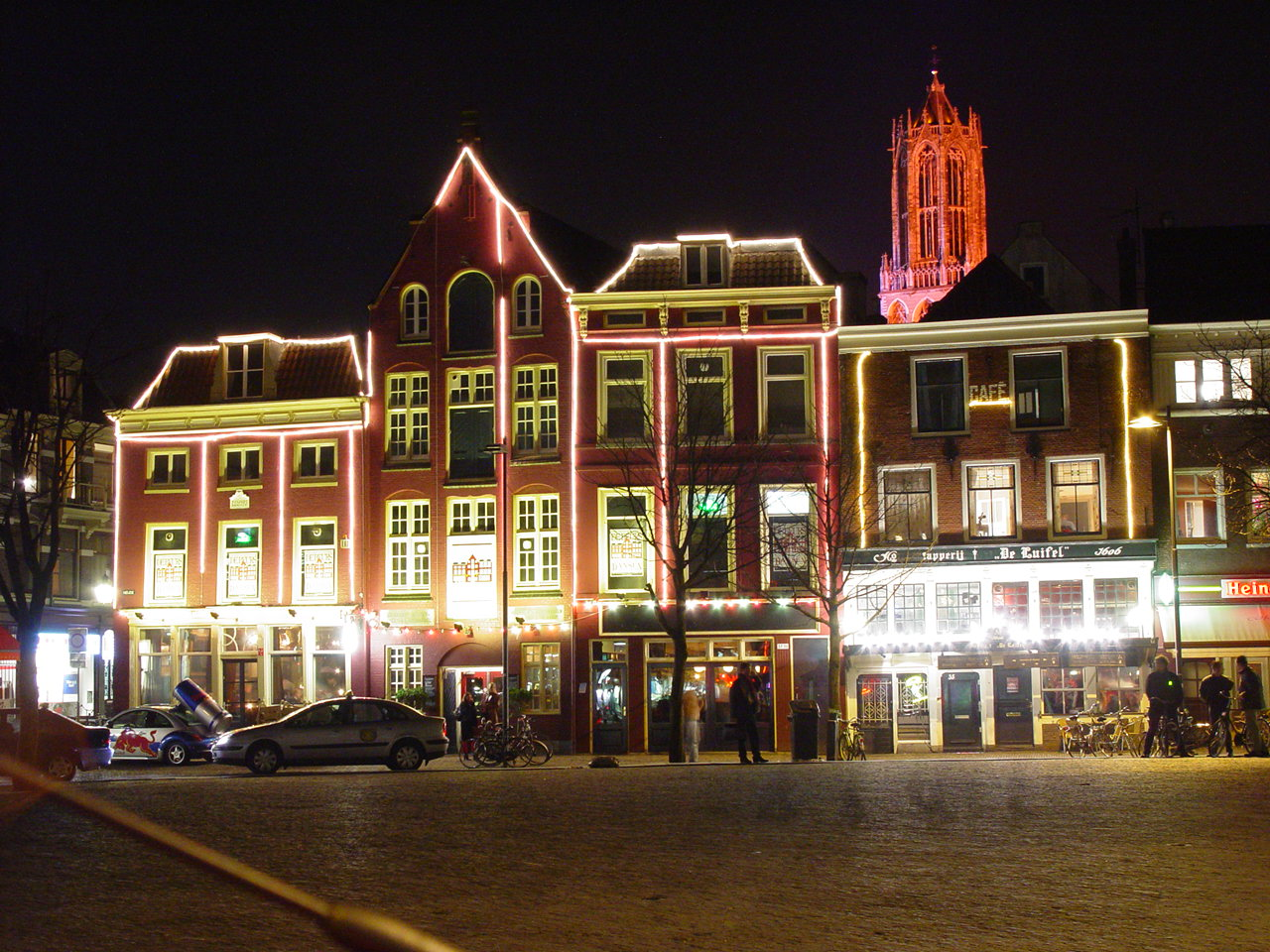
De Neude, una piazza nel centro

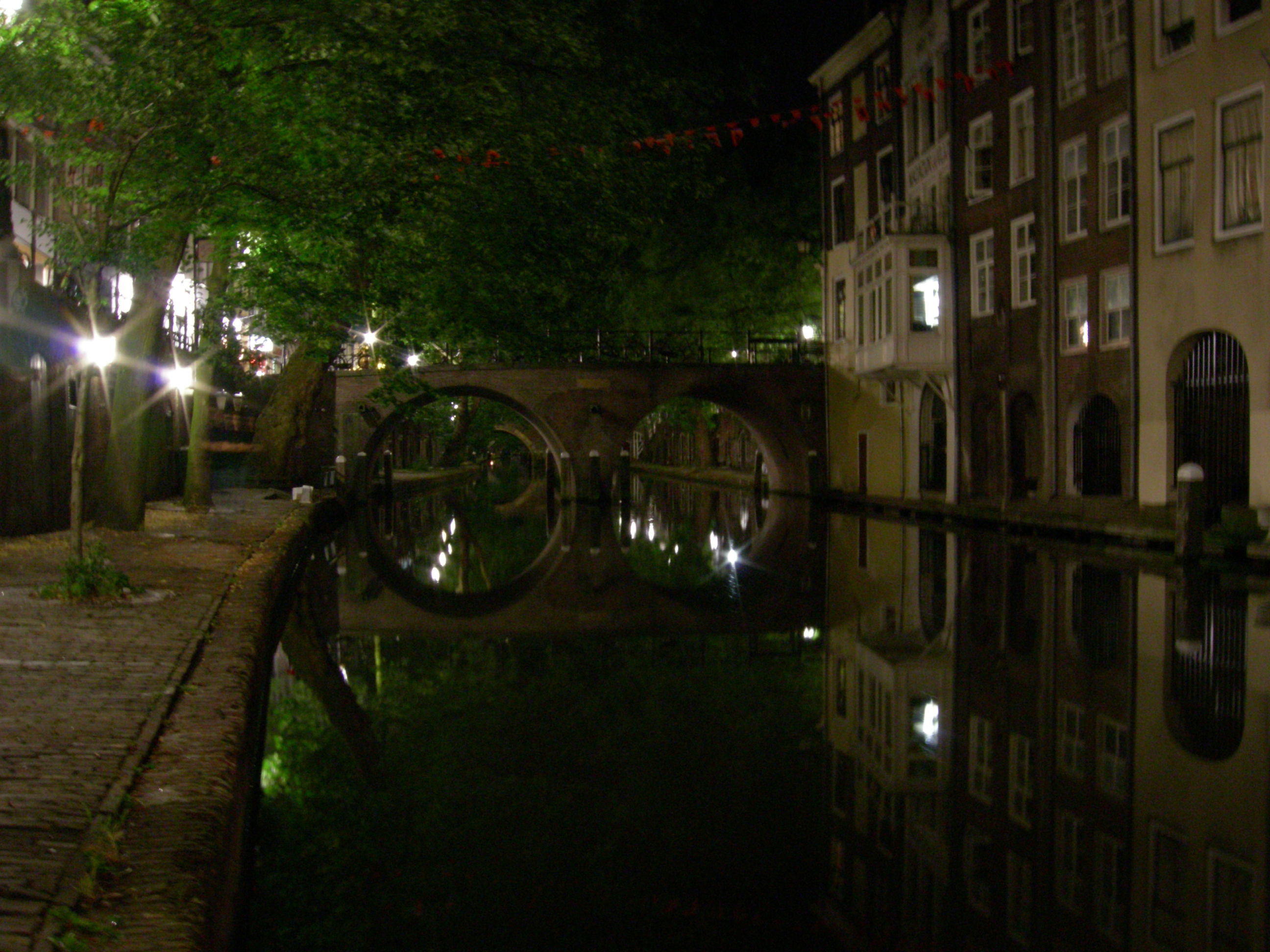
Il Canale Vecchio di notte nel centro di Utrecht

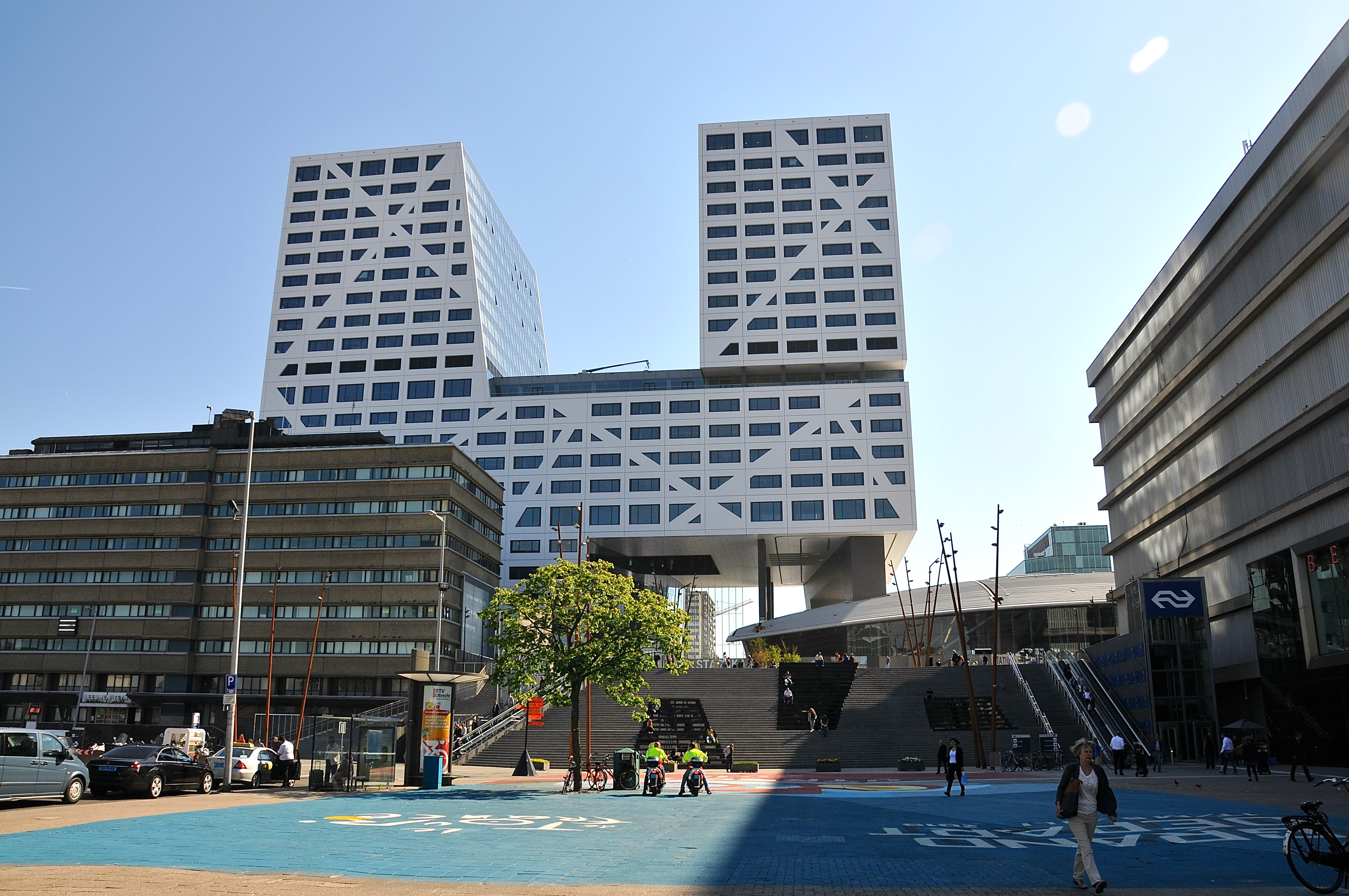
Lo Stadskantoor, il nuovo municipio.

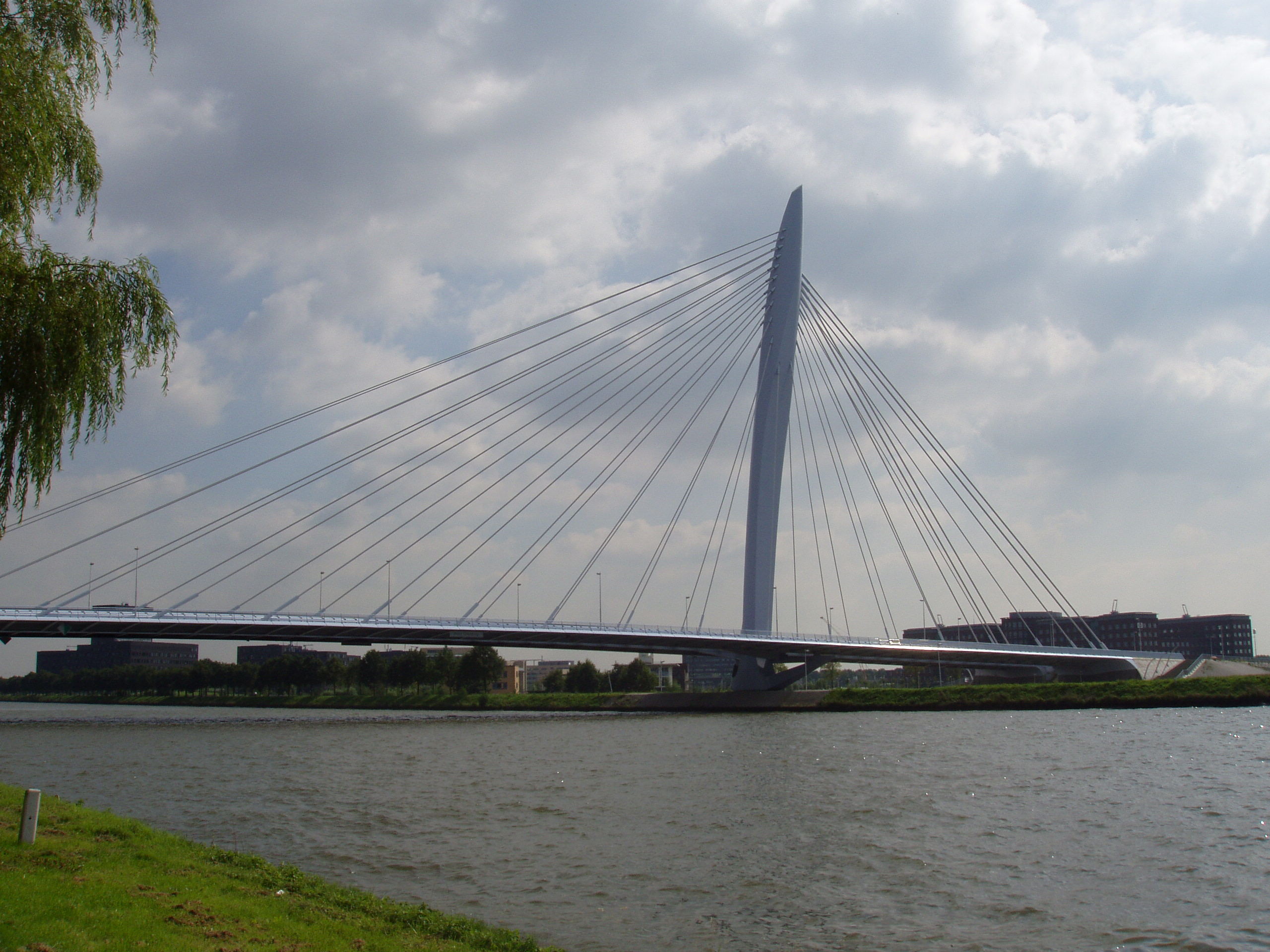
Il Prins Clausbrug sul Canale Amsterdam-Reno

### Architetture religiose
- La Domkerk (Cattedrale/Duomo) e la Domtoren ("Torre del Duomo").
- La cattedrale cattolica di Santa Caterina (Sint-Catharinakathedraal).
- La Chiesa di San Pietro (Pieterskerk) - XI secolo.
- La Chiesa di San Giovanni (Janskerk) - XI sec.
- La Chiesa di San Jacopo (Jacobikerk) - XIII secolo.
- La Casa Tedesca (Het Duitse Huis) - 1345, il monastero medievale meglio conservato dei Paesi Bassi benché la chiesa sia stata distrutta dal tornado del 1674. Situato sulla Springweg, oggi è un albergo-ristorante.
- La Buurkerk - Tra il XIV e il XVI secolo, ora è la sede del Museum Speelklok.
- La Chiesa di San Villibrordo (Sint Willibrordkerk) - 1886/1887, chiesa neogotica progettata da Alfred Tepe.

### Architetture militari
- Il castello De Haar (Kasteel de Haar), nella frazione di Haarzuilens, risalente al XIII - XIV secolo e ricostruito nella forma attuale tra il 1892 e il 1912.
- Il Sonnenborgh - XVI secolo, fortino facente parte delle difese cittadine, ora è un osservatorio e museo dell'astronomia
- I Fortini di Utrecht (Forten bij Utrecht) - (XVII secolo), facenti parte della Waterlinie, Patrimonio dell'umanità UNESCO

### Architetture civili
- La Casa Oudaen (Stadskasteel Oudaen) - XIII secolo, casa signorile fortificata sull'Oudegracht, al numero 99.
- La Casa Zoudenbalch (Huis Zoudenbalch) - 1467-1468, sulla Donkerstraat in stile tardo gotico, restaurata nel 1903 dopo un incendio.
- La Casa del Papa (Paushuize) - 1517, casa costruita per papa Adriano VI che però non vide mai.
- De Krakeling (Il salatino) - 1663 circa, casa con decorazioni particolari sulla porta e la facciata. L'indirizzo è Achter Sint Pieter 50.
- Il municipio vecchio (Stadhuis van Utrecht) - 1826/1847, sull'Oudegracht, con facciata in pietra di stile neoclassico.
- Il Palazzo dell'Accademia (Academiegebouw) - 1891/1894 in stile neorinascimentale situato sulla Domplein.
- La Casa Rietveld Schröder (Rietveld Schröderhuis) - 1924, esempio di De Stijl e Patrimonio dell'umanità UNESCO.
- De Inkpot (Il Calamaio) - 1918/1921, sede centrale di ProRail ed edificio in mattoni più grande dei Paesi Bassi.
- La torre Rabo (Rabotoren) - 2011, sede centrale della Rabobank. Con i suoi 105 metri è il secondo edificio per altezza della città.
- Il municipio nuovo (Stadskantoor, ufficio cittadino) - 2014.
- Il mulino De Ster (La Stella) - 1739, fungeva da segheria. Ora è aperto al pubblico.
- Il mulino Rijn en Zon (Reno e Sole) - 1913, per la produzione della farina. Ora è un negozio di macelleria biologica.
- Il ponte Principe Claus (Prins Clausbrug) - 2003, lungo 230 metri e alto 92, progettato da Ben van Berkel, attraversa il Canale Amsterdam-Reno (Amsterdam-Rijnkanaal).

## Cultura

### Musei
- Museum Catharijneconvent - museo statale di arte sacra cristiana[9]
- Museo di arte aborigena[10], chiuso dal 15-6-2017.
- Centraal Museum - arti e storia[11]
- Geldmuseum - museo della monete[12]
- Museum Van Speelklok tot Pierement, dal 2010 Museum Speelklok - museo di strumenti musicali automatici)
- nijntje museum, museo Miffy di Dick Bruna
- Spoorwegmuseum - museo delle ferrovie)[13]
- Museum Sonnenborgh - osservatorio e museo dell'astronomia[14]
- Museo dell'Università[15]
- Volksbuurtmuseum Wijk C - museo del quartiere popolare C

### Università
- Università di Utrecht
- Hogeschool voor de Kunsten Utrecht HKU (Scuola superiore di belle arti di Utrecht)

### Eventi
- Le Guess Who?, festival musicale annuale

## Sport
La squadra di calcio dell'Utrecht, meglio nota come FC Utrecht, porta i colori della città bianco e rosso. L’Utrecht gioca nello stadio Nieuw Galgenwaard e milita ininterrottamente nella prima serie del campionato olandese (Eredivisie) fin dal momento della fondazione nel 1970. FC Utrecht ha vinto 3 volte la Coppa nazionale olandese (KNVB Beker) ed una Supercoppa (Johan Cruijff Schaal). Spesso partecipa alle competizioni europee per club.

## Galleria d'immagini

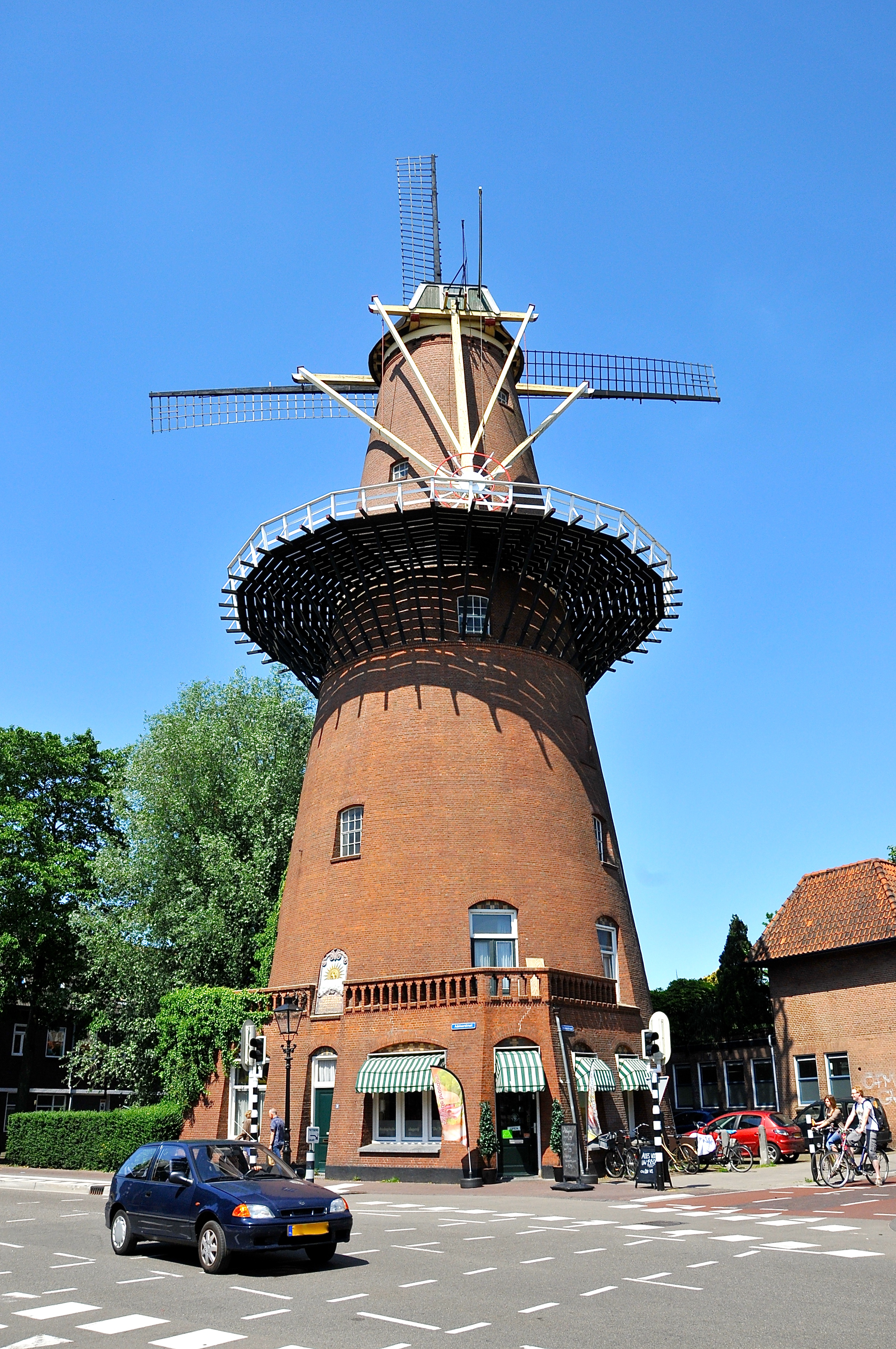
Il mulino Rijn en Zon
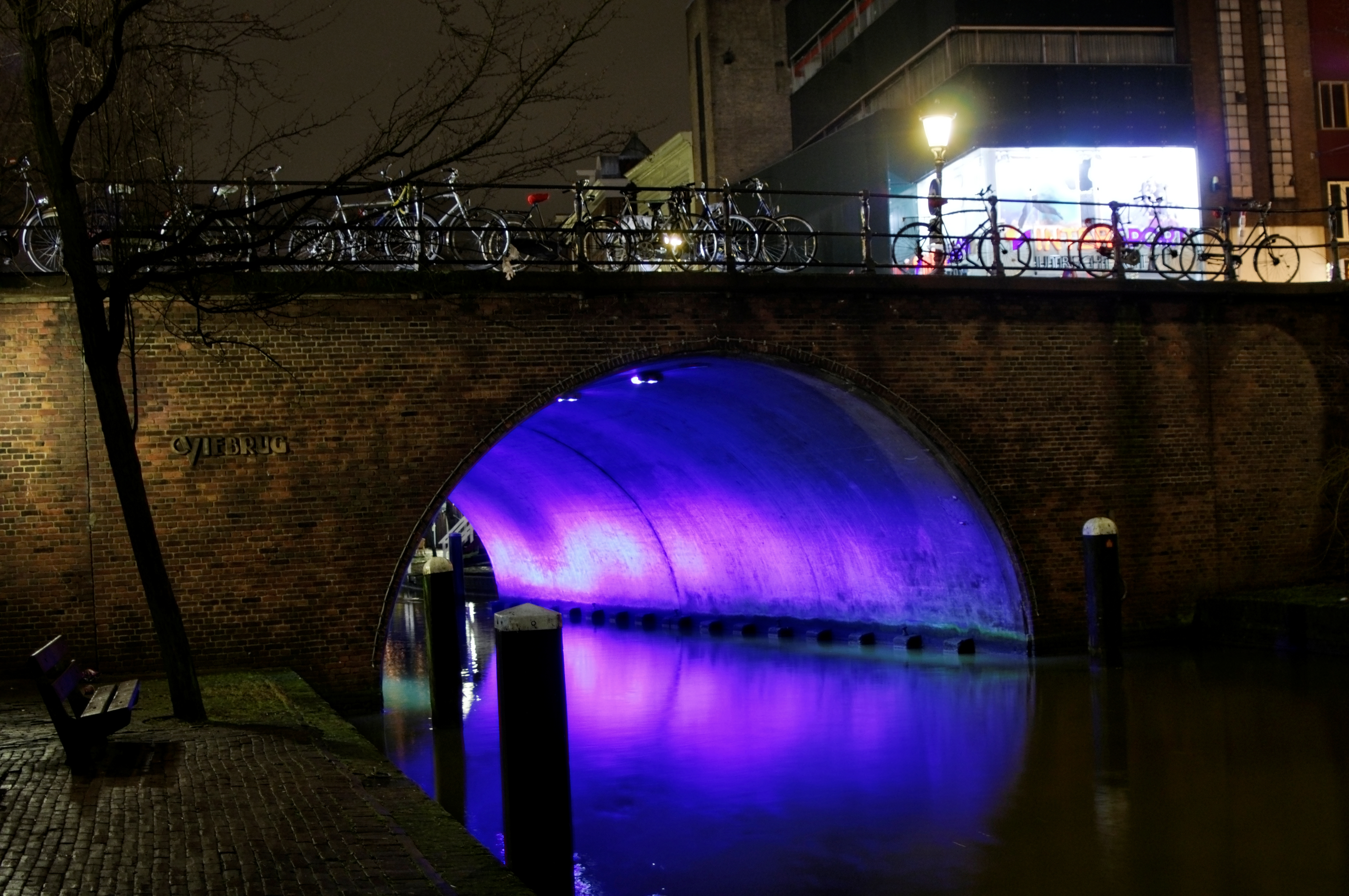
Il Viebrug, uno dei molti ponti sull'Oudegracht (Canale Vecchio)
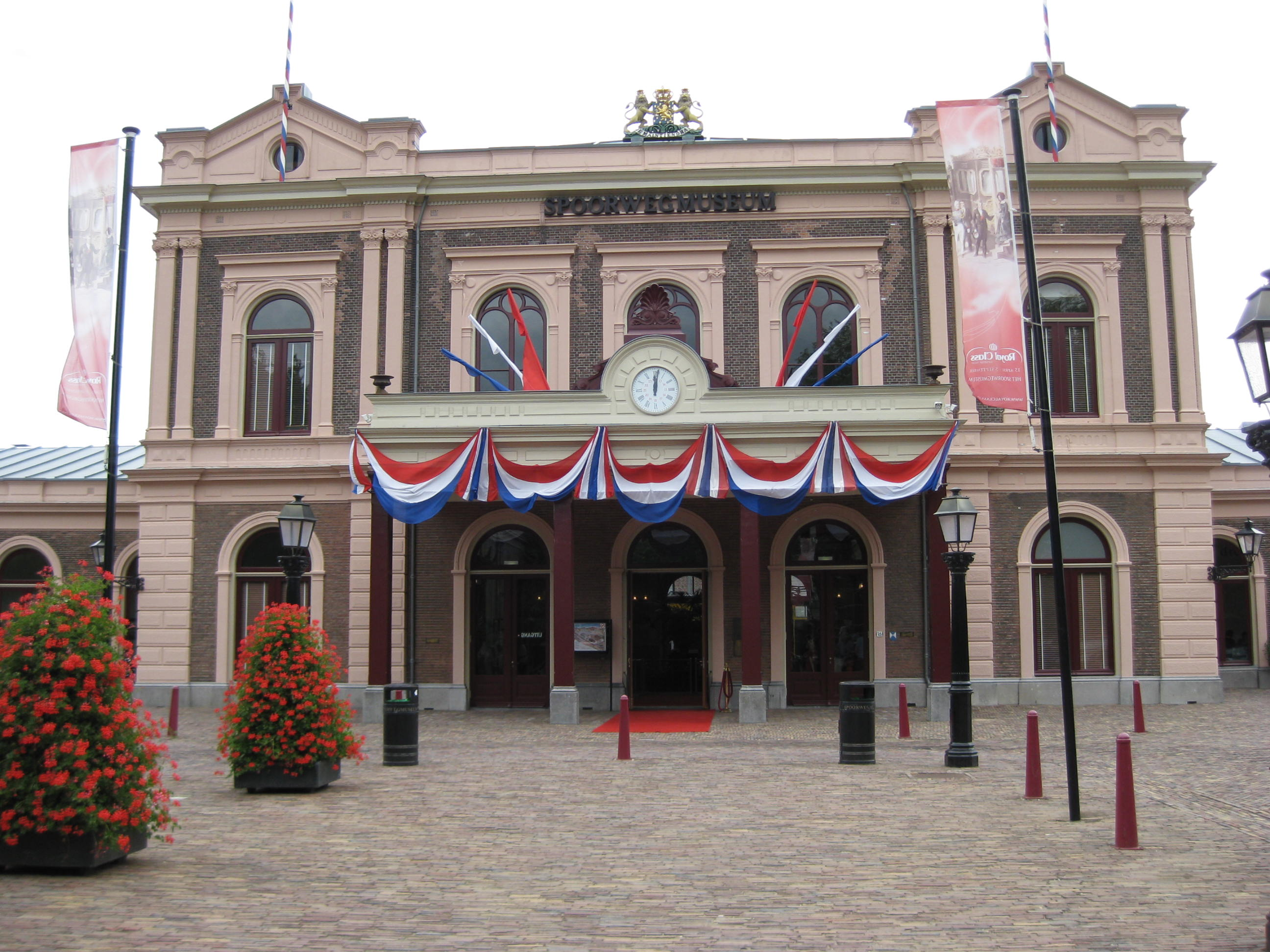
Het Spoorwegmuseum, il museo delle ferrovie
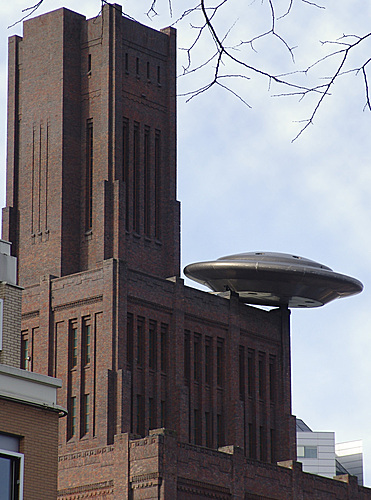
UFO artificiale, Zover (1999) dallo scultore Marc Ruygrok sul palazzo soprannominato "Inktpot".